# 坪内八郎
坪内 八郎（つぼうち はちろう、1912年〈大正元年〉12月7日 - 1996年〈平成8年〉12月25日）は、昭和期の教育者、政治家。衆議院議員、剣道七段・達士。

## 経歴
長崎県出身。1940年（昭和15年）日本大学高等師範部修身公民科を卒業した。
帝京商業学校（現帝京大学中学校・高等学校）教諭、長崎逓信講習所教官、長崎市立商業学校（現長崎市立長崎商業高等学校）教諭、同第二商業学校（長崎市立長崎高等学校となり2000年閉校）教諭などを務めた。
政界では、長崎県議会議員、長崎市議会議員に選出された。1946年（昭和21年）4月の第22回衆議院議員総選挙で長崎県全県区に無所属で出馬して落選。今村等の公職追放、本田英作の死去により1948年（昭和23年）11月に実施された第23回総選挙の長崎県第1区補欠選挙に民主自由党公認で出馬して初当選。1949年（昭和24年）1月の第24回総選挙で再選され、衆議院議員に連続2期在任した。この間、民主自由党婦人部副部長などを務めた。以後、第25回、第26回、第28回、第30回総選挙に立候補したがいずれも落選した。この間、1955年（昭和30年）4月の長崎市長選挙に立候補したが落選した。
その他、高砂水産加工監査役、長崎県モーターボート競争会長などを務めた。

## 著作
- 『気剣体 : 剣士の心中には見物人もなければ生死もない!』日本文芸社、1973年。